# 샘 유잉
새뮤얼 제임스 유잉(Samuel James Ewing, 1949년 4월 9일 ~ , 테네시주 루이스버그)은 시카고 화이트삭스, 토론토 블루제이스에서 활동한 전 야구 선수이다. 그의 마지막 아메리칸 리그 경기는 1978년 10월 1일이었다. 그 뒤 일본으로 건너가 홋카이도 닛폰햄 파이터스에서 활약했다.
그는 1966년 존 오버튼 컴프리헨시브 고등학교(John Overton Comprehensive High School)를 졸업하고, 테네시 대학교에서 학사 학위를 받은 뒤 미시간 주립 대학교에서 운동생리학으로 석사 학위를, 스포츠심리학으로 박사 학위를 받았다.